# Паркетная доска
Паркетная доска — одна из разновидностей деревянного напольного покрытия, которая производится методом склеивания нескольких слоев деревянных планок (сегментов, расположенных перпендикулярно друг другу). Сверху паркетная доска защищена лаком либо пропитана маслом.

## История паркетной доски
Паркетная доска своим появлением обязана самой обычной двери и главе семейства Чер (Kähr). А все началось с любви к дереву шведа Юхана Чера, проживавшего в сердце шведских лесов, в небольшом на то время городке Нюбро. Эту любовь и перенял его внук Густав Чер, ставший впоследствии основателем собственной компании по изготовлению дверей (а позднее — покрытий для пола), для выпуска которых в 1919 году он изобрёл новый метод, позволяющий собирать двери из ламелей, множества склеенных между собой деревянных сегментов. Это предоставило возможность производить двери максимально прочной конструкции, невзирая на температурные и влажностные перепады воздуха.
Однако точкой отсчета «жизни» паркетной доски стоит считать немного более поздний период — 1941-й год, когда Густавом Чером принцип ламельной (сегментной) конструкции дверей успешно был перенесен на изготовление напольных покрытий. В этот год он стал обладателем именного патента на паркетную доску, состоящую из трех слоев. Как показало время, это стало одним из самых удачных и перспективных изобретений человечества в сфере изготовления покрытий для пола.
Еще одним нововведением, без которого сейчас невозможно представить современную паркетную доску, является решение покрыть её защитным слоем лака, что и было впервые сделано в 1958-м году этой же компанией. Но разработки Густава Чера в данном направлении не были ограничены только этими двумя событиями — в 1965-м году он стал обладателем патента на спортивную паркетную доску, разработанную по кардинально новому принципу укладки напольного покрытия: эффект пружинящего и упругого пола был достигнут благодаря укладке паркетной доски на лаги, чего до этого практически не делалось. Теперь все современные спортивные залы и крытые площадки для занятий спортом, в которых имеются полы из паркетной доски, настилаются преимущественно по этой технологии.
Компания Густава Чера также является пионером в производстве экологически чистой паркетной доски — в 1984-м году шведское предприятие перешло на применение лаков без растворителей. В 1997-м году Чер был удостоен экологического сертификата ISO 14001 за замкнутый цикл выпуска паркетной доски: отходы производства идут на отопление заводообразующего городка, а пепел и зола после очистки печей используются в качестве удобрений для выращивания новых лесов, которые впоследствии пойдут опять же на производство паркетной доски. Поэтому современная паркетная доска представляет собой полностью экологически чистый и безопасный продукт.
В бывшем СССР паркетную доску производили из многочисленных узких планок древесины дуба, которую клеили на основу. На её изготовление шли преимущественно отходы паркетного производства, что существенно удешевляло такие полы. Со временем паркетную доску стали широко применять в массовом строительстве, поскольку она позволяла значительно снизить себестоимость и сэкономить время на укладке напольных покрытий. Единственным, но очень существенным недостатком советской паркетной доски являлось то, что спустя некоторое время дубовые планки начинали отслаиваться от искусственных паркетин.

## Строение паркетной доски

### Классическая трёхслойная конструкция паркетной доски
Современная паркетная доска представляет собой конструктивно сложную структуру, состоящую из нескольких пластов (обычно — в три слоя и защитного лакового либо масляного покрытия), надежно склеенных между собой. Все слои располагаются перпендикулярно один другому, что придает паркетной доске значительную прочность и стойкость к перепадам температурных режимов и влаги.
1 слой. Верхний слой паркетной доски изготавливается из древесины ценных пород деревьев и может иметь различную толщину — от 0,5 до 6 миллиметров (в последнем случае он заканчивается у шпунтового соединения). Как правило, сегодня его стараются выпускать толщиной около 4 миллиметров. Для придания заданных эстетических свойств верхний слой доски может быть подвергнут следующим видам обработки:
- Браширование
- Строгание
- Термообработка
- Отбеливание
- Нарезка фаски

Финишным является несколько слоев лакового покрытия либо масляно-восковая обработка поверхности. Применяется также тонирование древесины особыми лаками и маслами.
2 слой. Средний слой паркетной доски изготавливается из перпендикулярно уложенных реек древесины хвойных пород — обычно сосны или ели. Величина второго слоя составляет порядка 8—9 миллиметра. Иногда вместо хвои используется древесина лиственных пород, например тополя или тропических деревьев, если доска изготавливается в южных регионах. В среднем слое нарезается соединение паркетной доски. Существует два типа этого соединения:
- Шпунтовое соединение. В среднем слое доски нарезается шип и паз. При укладке соединения доски проклеиваются, а сами планки плотно подбиваются. Водостойкий клей обеспечивает дополнительную гидроизоляцию стыков паркетной доски. Жесткая фиксация и клеевая прослойка предотвращают появление скрипов в результате трения древесины о древесину. Разновидностью шпунтового соединения является «добивной» замок.
- Замковое соединение. Поворотно-угловой замок на сегодняшний день практически вытеснил традиционное для деревянных покрытий шпунтовое соединение. Основа его маркетингового успеха — быстрота и удобство сборки, не требующей проклейки стыков. Следующий шаг в развитии данного типа соединения — появление торцевого фиксатора (пластиковой пружины), который обеспечивает точную стыковку торцов доски и значительно ускоряет процесс её монтажа.

3 слой. Нижний слой паркетной доски делается однородным. В использование также идет древесина хвойных деревьев — сосны и ели. Данный слой размещается перпендикулярно по отношению к предыдущему слою. Толщина третьего слоя составляет порядка 1,5 миллиметра.

### Конструкция паркетной доски с многослойным основанием (инженерная доска)
Существует так же вид паркетной доски, в которой в роли основы выступает многослойное основание из древесно-слоистой плиты или фанеры. В зависимости от региона производства, основание может быть составлено из лущеных листов различных пород дерева, что прямо влияет на характеристики стабильности конечного изделия. Так, основная масса многослойной паркетной доски в России производится с использованием березовой фанеры. Для производств в Китае и юго-восточной Азии характерно использование тополиной или эвкалиптовой фанеры.
Верхний слой, как и в классическом трехслойном варианте, изготавливается из древесины ценных пород деревьев, его обрабатывают и покрывают финишными лакокрасочными материалами.
Такие доски соединяются преимущественно шпунтовое (шип и паз), так как использование поворотно-угловых замков многих типов невозможно из-за хрупкости (при распиливании) слоистой конструкции, тем не менее, в случае удачной реализации, конечному пользователю будет доступна укладка плавающим (бесклеевым) способом. 
Фанера так же выполняет стабилизирующую функцию третьего слоя классической паркетной доски. Дерево - натуральный материал, который взаимодействует с атмосферной влажностью, расширяясь и сужаясь, для этого на паркетной доске любого типа могут быть реализованы компенсационные пропилы.

## Особенности и стандартные размеры паркетной доски
Особенности паркетной доски вытекают непосредственно из её строения: перпендикулярные друг другу пласты древесины делают её очень крепкой, прочной на износ, невосприимчивой к перепадам температуры, влагостойкой, ударопрочной, не подверженной воздействию абразивов, не склонной к сколам. Еще одной немаловажной особенностью паркетной доски является её полная готовность к монтажу, без циклевки, шлифовки и шпатлевки поверхности, а также нанесения лака. В итоге получается прочный и практичный пол, который долго служит и легко моется. Все это проведено уже в заводских условиях.
Паркетная промышленность предлагает паркетную доску различной величины, в зависимости от количества полос. Однако средняя величина паркетной доски колеблется в пределах:
- в длину — от 110 см до 250 см;
- в ширину — от 12 см до 20 см;
- в толщину — от 1 см до 2,2 см.

При толщине паркетной доски в 1,4 см возможна укладка полов либо «плавающим» методом, либо методом приклеивания к фанерному основанию. Паркетную доску с большей толщиной специалисты советуют укладывать на клей или мастики. Укладка паркетной доски на клей позволяет проводить шлифовку от 2 до 4 раз.

## Виды паркетной доски
В соответствии с Госстандартом 1986 года 862.3-86 все паркетные доски подразделялись на несколько видов — ПД-1, ПД-2 и ПД-3, в зависимости от конструкции их основания.
Паркетная доска ПД-1 выполнена на 1-слойном реечном основании, собранном в прямоугольники или в квадраты, которые расположены перпендикулярно друг другу. По краям (по продольным кромкам) она оклеена рейками.
Паркетная доска ПД-2 изготавливается на 1-слойном реечном основании, которое собрано в продольном направлении оси паркетной доски.
Паркетная доска ПД-3 производится на 2-слойном реечном основании из 2 слоев, склеенных между собой (рейка и шпон или оба из рейки). Слои собраны перпендикулярно.
Сегодня более распространен критерий разделения паркетной доски на виды — по количеству плашек. В связи с этим паркетная доска бывает: однополосной, двухполосной и трехполосной.
3-полосная паркетная доска. Верхний слой трехполосной паркетной доски изготавливается из тройного ряда плашек. Длина их различна, а расположение может быть произвольным. В этом — их дизайнерская особенность. Они изготавливаются в самых разнообразных цветовых сочетаниях и выглядят очень оригинально и уникально.
2-полосная паркетная доска. Её верхний слой состоит, соответственно, из двух полос плашек. Паркетная доска может быть с укороченными и с удлиненными плашками. Первый вариант производится для помещений малой и средней площади, второй — для помещений больших площадей.
1-полосная паркетная доска. Верхний слой данной паркетной доски производится из 1 цельной плашки. Паркетная промышленность предлагает несколько вариантов однополосной паркетной доски: по две разновидности длины и ширины, а также однотонные или с отчетливо проступающим древесным рисунком.